# Bill Hewlett
William Reddington Hewlett, detto Bill (Ann Arbor, Michigan, 20 maggio 1913 – Palo Alto, California, 12 gennaio 2001), è stato un imprenditore e ingegnere statunitense, cofondatore della Hewlett-Packard.

## Biografia

### Origini e formazione
Hewlett nacque ad Ann Arbor, in Michigan, dove il padre insegnava alla Facoltà di Medicina dell'Università del Michigan. Nel 1916 la famiglia si trasferì a San Francisco dopo che il padre, Albion Walter Hewlett, prese una posizione simile alla Stanford Medical School, che al tempo si trovava proprio a San Francisco. Frequentò la Lowell High School e fu accettato all'Università di Stanford come favore nei confronti del padre, che morì nel 1925 per un tumore al cervello.
Hewlett ricevette il suo bachelor's degree dall'Università di Stanford nel 1934, un Master in ingegneria elettrica dal MIT nel 1936, e il titolo di Ingegnere Elettrico da Stanford nel 1939. Durante i suoi anni a Stanford fece parte della confraternita Kappa Sigma. Nel 1995 ha vinto il Premio Lemelson-MIT.

### Hewlett-Packard
Hewlett frequentò i corsi di Fred Terman a Stanford, e lì conobbe David Packard. I due cominciarono a considerare la formazione di una società nell'agosto del 1937, e fondarono la Hewlett-Packard Company il primo gennaio 1939. L'ordine dei nomi fu deciso con il lancio di una moneta. Il loro primo grande affare avvenne quando Disney acquistò diversi oscillatori audio progettati da Hewlett per usarli nella produzione del film Fantasia.
La società presentò la sua offerta pubblica iniziale nel 1957. Hewlett e Packard erano orgogliosi della loro cultura aziendale, che divenne poi riconosciuta come "The HP Way". Quest'ultima era una cultura lavorativa che sosteneva di non essere solo concentrata sul guadagno, ma anche sul rispetto e la crescita personale dei suoi lavoratori.
Nel 1954, Hewlett diventò presidente dell'Institute of Radio Engineers.
Fu presidente di HP dal 1964 al 1977, e ne diventò amministratore delegato dal 1968 al 1978, dopodiché il ruolo fu ricoperto da John A. Young. Hewlett rimase presidente del comitato esecutivo fino al 1983, e poi fu vicepresidente del consiglio di amministrazione fino al 1987.
Un giovane Steve Jobs, allora dodicenne, chiamò Hewlett (il cui numero di telefono era nell'elenco telefonico) per chiedere se avesse delle parti disponibili per un frequenzimetro che stava costruendo. Hewlett, colpito dallo spirito di iniziativa di Jobs, gli offrì un lavoretto estivo proprio nell'assemblaggio di contatori di frequenza. Al tempo, Jobs considerava HP come una delle società che più ammirava, poiché la considerava parte delle poche aziende che erano costruite "per durare, non solo per fare soldi", insieme ad altre come Disney e Intel.

### Altre aziende
Hewlett fu un Direttore di Hexcel Products Incorporated (che diventò Hexcel, formata dal cognato di sua moglie Flora, Roscoe Hughes) dal 1956 al 1965, e fece parte del loro comitato esecutivo. Hewlett ricoprì il ruolo di Direttore per la Chase Mahnattan Bank (che in seguito divenne JPMorgan Chase) dal 1969 al 1980. Nel 1966, Hewlett fu anche eletto a far parte del consiglio di amministrazione della Chrysler Corporation, e mantenne la posizione fino al 1983.

### Morte
Morì di arresto cardiaco a Palo Alto, in California, il 12 gennaio 2001, e fu seppellito al Los Gatos Memorial Park, a San Jose in California.

## Filantropia
Iniziando negli anni Sessanta, Hewlett spese molto del suo tempo e del suo patrimonio verso numerose cause di beneficenza. Nel 1966, William Hewlett e sua moglie Flora fondarono la William and Flora Hewlett Foundation, che diventò una delle più grandi fondazioni private negli Stati Uniti. Oltre alla fondazione, Hewlett diede milioni a università, scuole, musei, organizzazioni no-profit, e altre organizzazioni. L'Università di Stanford fu una grande ricevente della sua filantropia.

## Vita privata
Nel 1939 sposò Flora Lamson, e la coppia ebbe 5 figli: Eleanor, Walter, William e Mary, dai quali nacquero 12 nipoti. Sua moglie morì nel 1977. Nel 1978, Hewlett sposò Rosemary Kopmeier Bradford.
Hewlett era un appassionato di biologia della conservazione e dell'aria aperta. Da fotografo e botanico amatoriale, collezionò molte fotografie e campioni di fiori selvatici. Alcuni di questi furono donati alla California Academy of Sciences.